# 源能俊
源 能俊（みなもと の よしとし）は平安時代の公卿。父は正二位大納言源俊明、母は若狭守藤原師基の女。極位極官は正二位大納言治部卿中宮大夫。長く治部卿を兼ねた他、中宮大夫は2度兼ねている。

## 経歴
以下、『公卿補任』及び『尊卑分脈』の内容に従って記述する。
- 承暦4年（1080年）1月6日、従五位下に叙される[注釈 1]。
- 永保2年（1082年）1月、阿波権守に任ぜられる。
- 永保3年（1083年）2月、右衛門権佐に任ぜられる。
- 応徳2年（1086年）1月、従五位上に昇叙。
- 寛治元年（1087年）11月、備中介に任ぜられ、同日に正五位下に昇叙[注釈 2]。同年、12月、右近衛少将に任ぜられる。備中介は元の如し。
- 寛治2年（1088年）1月11日、蔵人に補される。
- 寛治3年（1089年）1月、従四位下に昇叙。
- 寛治6年（1092年）1月、美作介を兼ねる。
- 寛治8年（1094年）1月、従四位上に昇叙[注釈 3]。
- 嘉保2年（1095年）1月2日、正四位下に昇叙[注釈 4]。
- 永長2年（1097年）1月、讃岐介を兼ねる[注釈 3]。
- 承徳2年（1098年）1月、右中弁に遷る。同年12月17日、権左中弁に遷る。
- 承徳3年（1099年）4月、修理左京城使に任ぜられる。
- 康和元年（1099年）12月、蔵人頭に補される。
- 康和2年（1100年）7月17日、参議に任ぜられる。同月23日、従三位に昇叙[注釈 5]。
- 康和3年（1101年）2月、美作権守を兼ねる。
- 康和4年（1102年）3月20日、正三位に昇叙[注釈 6]。
- 長治3年（1106年）3月11日、左近衛中将を兼ねる。同日に備後権守を兼ねる。
- 天仁元年（1108年）10月14日、左兵衛督に遷る。同日に検非違使別当と為す。
- 天永2年（1111年）1月23日、権中納言に任ぜられる。左兵衛督と検非違使別当は元の如し。
- 天永4年（1113年）3月、左兵衛督と検非違使別当を辞す。
- 永久2年（1114年）12月、父俊明薨去により喪に服す。
- 永久5年（1117年）1月19日、治部卿を兼ねる。
- 元永2年（1118年）7月30日、従二位に昇叙[注釈 7]。
- 保安3年（1119年）11月25日、中宮大夫を兼ねる。
- 保安3年（1122年）12月17日、権大納言に任ぜられる。治部卿と中宮大夫は元の如し。
- 天治元年（1124年）11月24日、中宮大夫を止める[注釈 8]。
- 大治4年（1129年）11月、正二位に昇叙[注釈 9]。
- 天承元年（1131年）12月22日、大納言に転正。同月24日に中宮大夫を兼ねる。治部卿は元の如し。
- 長承2年（1133年）12月5日、勅授帯剣。
- 長承3年（1134年）3月20日、病により出家し薨去。享年65才[注釈 10]。

## 系譜
- 父：源俊明（1044-1114）
- 母：藤原師基の女
- 妻：源頼綱の娘
  - 男子：源俊雅（1105-1149）
- 生母不明の子女
  - 男子：源能賢
  - 男子：源政明
  - 男子：源光隆
  - 男子：源能智
  - 男子：源能覚
  - 男子：源能献
  - 女子：源定房室